# جاده ئی۴۷ اروپا

نقشه جاده ئی۴۷ اروپا در دانمارک

جاده ئی۴۷ اروپا (به انگلیسی: European route E47) یکی از جاده‌های اصلی قاره اروپا است.
این جاده که از شهر لوبک (آلمان) شروع شده، در شهر هلسینگبورگ (سوئد) به پایان میرسد و مسافت آن ۳۴۲ کیلومتر است.